# 171
171 (CLXXI, na numeração romana) foi um ano comum do século II, do Calendário Juliano, da Era de Cristo, teve início numa segunda-feira e terminou também numa segunda-feira, com a letra dominical G. À época, era conhecido como o Ano do Consulado de Severo e Hereniano ou, com menos frequência, ano 924 ab urbe condita. A denominação de 171 para este ano vem sendo usada desde o início do período medieval, quando a era do calendário Anno Domini se tornou o método prevalecente na Europa para se denominar os anos.
| Ano completo                         |
| ------------------------------------ |
| Ano comum com início à segunda-feira |

## Eventos

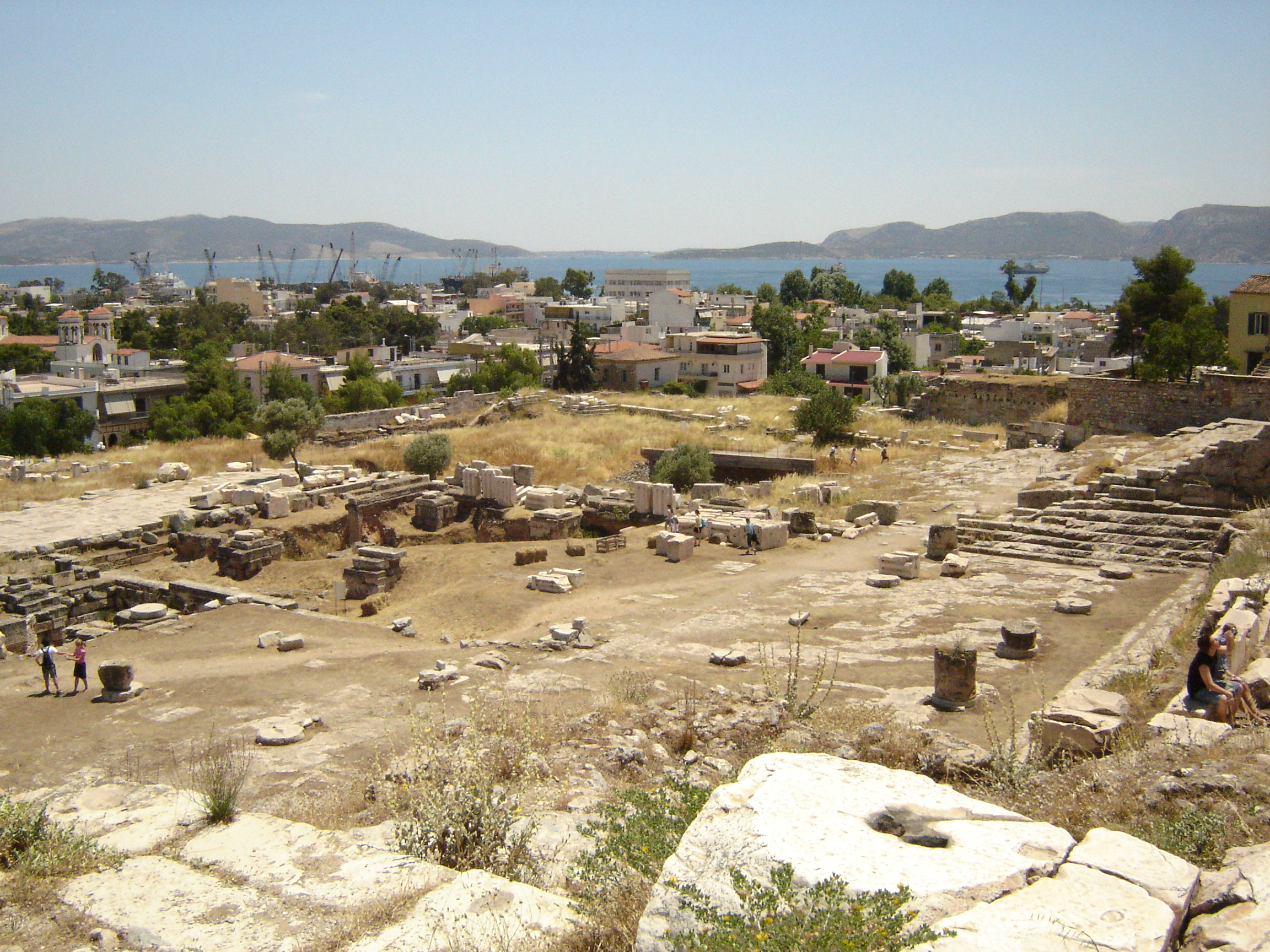
Ruínas em Elêusis; vista sobre o sitio arqueológico, voltada para o Golfo Sarônico.

### Por local

#### Império Romano
- O imperador Marco Aurélio forma um novo comando militar, a praetentura Italiae et Alpium. A cidade de Aquileia foi resgatada, e os marcomanos foram expulsos do território romano.
- Marco Aurélio assina um tratado de paz com os quados e os jáziges sármatas. As tribos germânicas dos asdingos (vândalos) e lacringos tornam-se aliados romanos.
- A Armênia e a Mesopotâmia tornam-se protetorados do Império Romano.
- Os costobocos cruzam o Danúbio vindos da Dácia e devastam a Trácia, na Península Balcânica. Chegaram a Elêusis, nas proximidades de Atenas, e destruíram o templo dos Mistérios de Elêusis.
- Em maio ou junho, o orador Élio Aristides faz um discurso público em Esmirna, lamentando os danos causados recentemente ao sítio sagrado de Elêusis.

## Nascimentos
- Sima Lang, irmão mais velho de Sima Yi  (m. 217)